# Kirche Harkstede

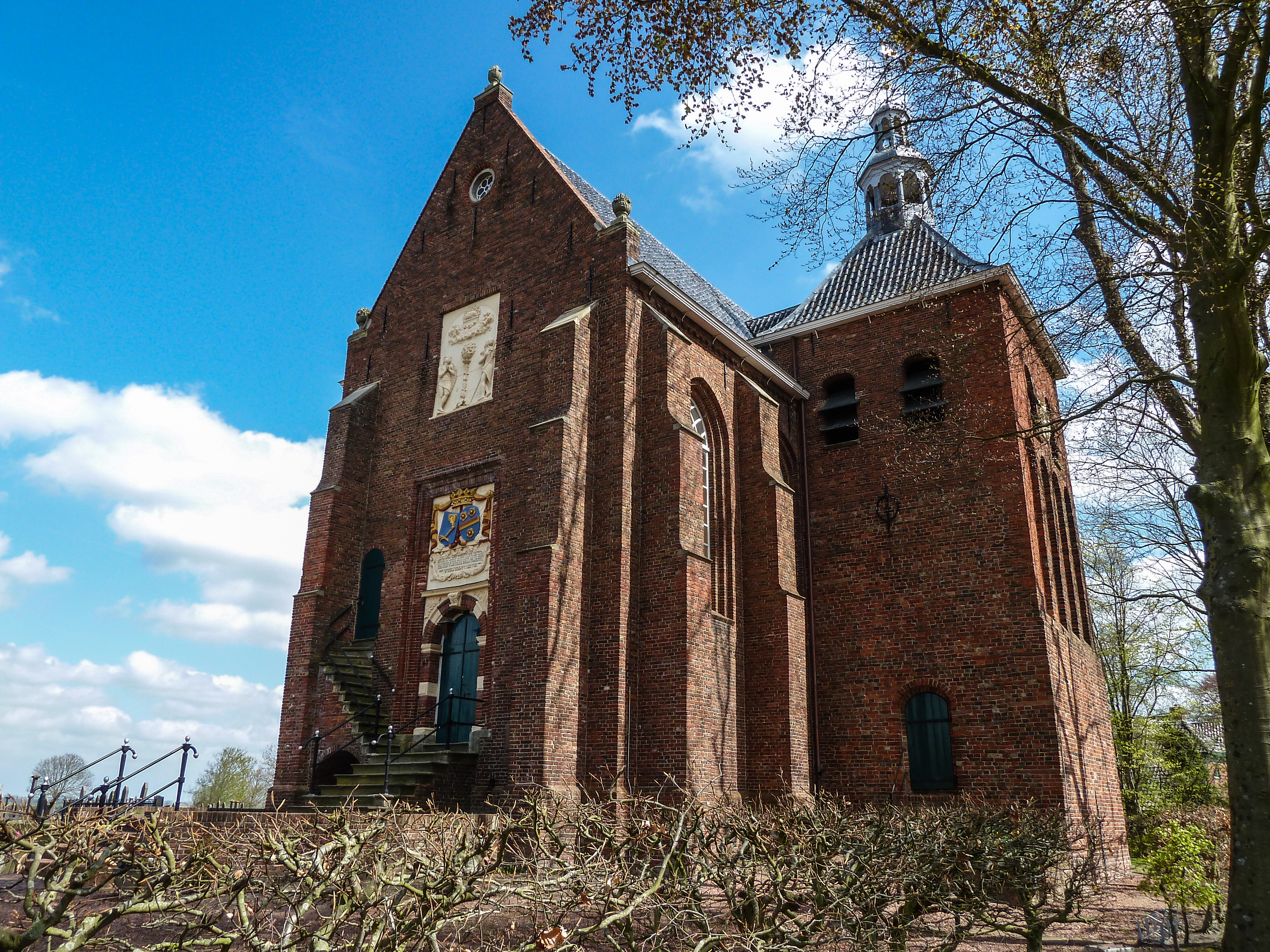
Kirche Harkstede

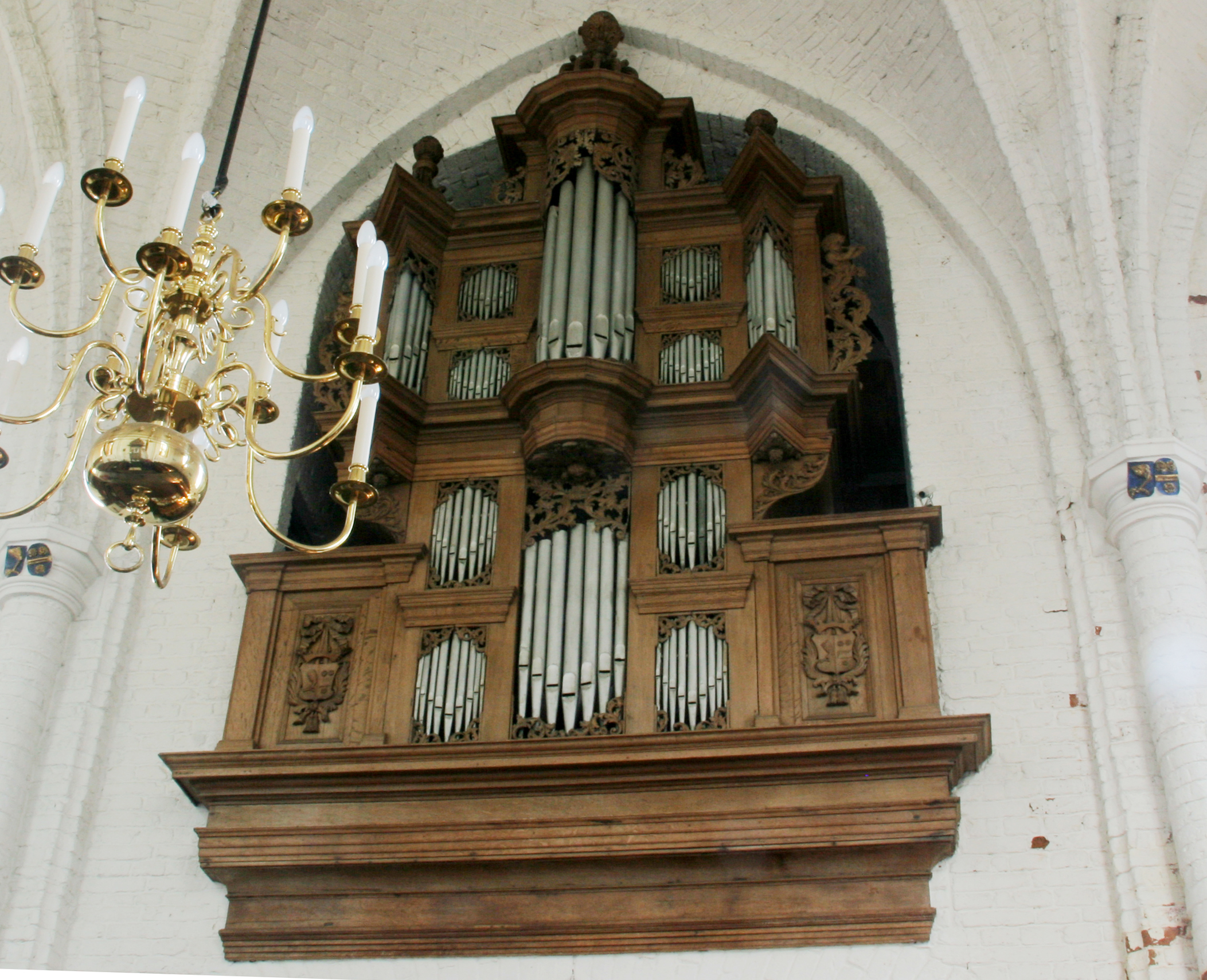
Orgel

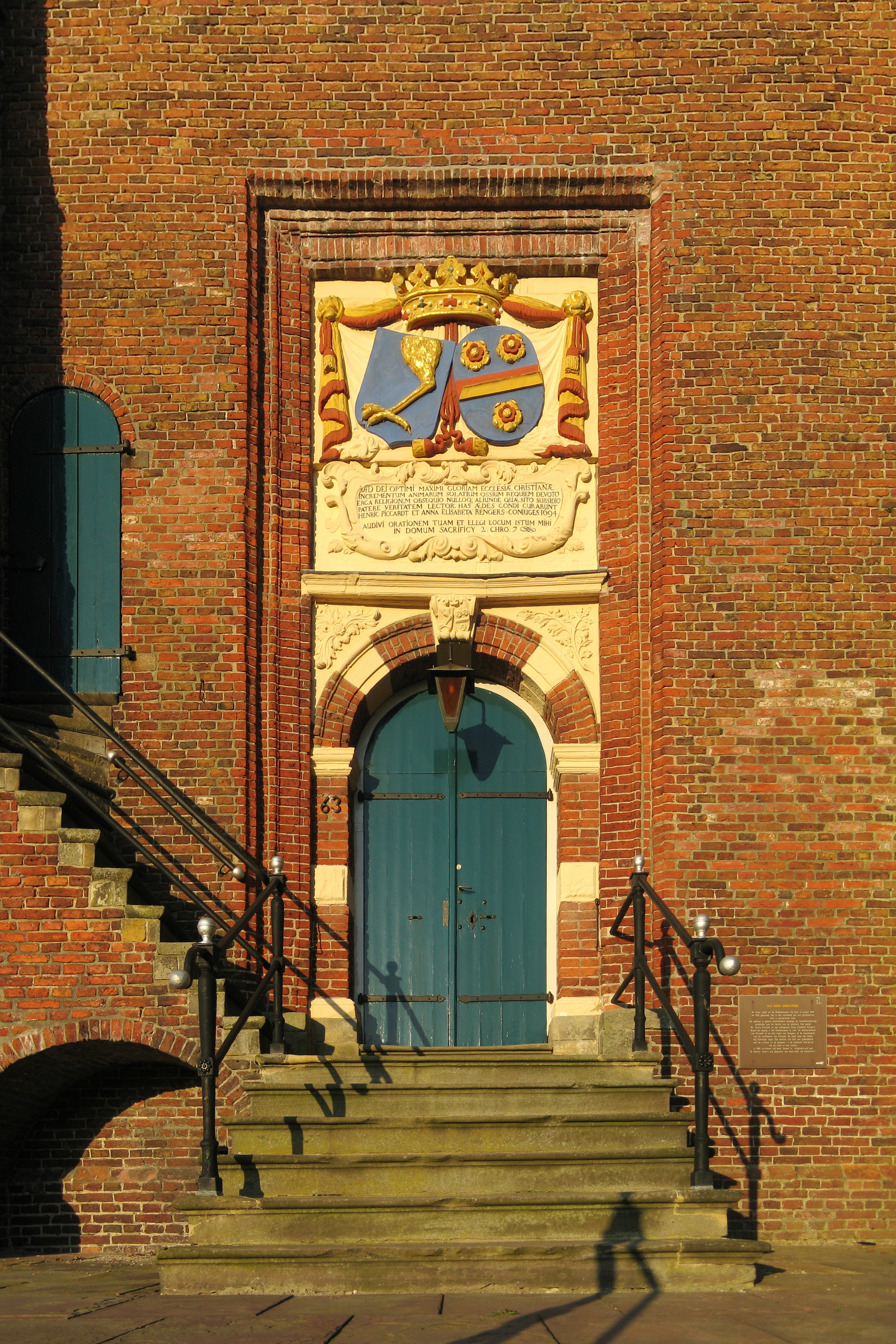
Portal mit Wappen

Die Kirche Harkstede (niederländisch Kerk van Harkstede) in der Groningener Gemeinde Slochteren wurde Ende des 17. Jahrhunderts erbaut, sie ist die dritte Kirche an diesem Standort.

## Geschichte
Die erste Kirche stammt aus dem Mittelalter. Diese wurde 1691 abgerissen, woraufhin die heutige Kirche gebaut wurde. Der Turm stammt aus der Zeit der ersten Kirche und wurde um 1250 erbaut. Der Turm war von der Kirche getrennt, bis die jetzige Kirche an ihn angebaut wurde. Der Herr von Klein Martijn bei Harkstede, Henric Piccardt, der auch Kollator der Kirche von Harkstede war, beschloss um 1690, die alte Kirche von Harkstede aus dem 13. Jahrhundert abzureißen. Am 25. Oktober 1691 fand der letzte Gottesdienst in der alten Kirche statt. Der Turm wurde verschont und diente lange Zeit als Gefängnis. Im Auftrag von Piccardt und seiner Frau Anna Elisabeth Rengers wurde an gleicher Stelle gegen den alten Turm eine neue gotische Kirche von Maurermeister Henric Coeur und Zimmermannsmeister Geert van der Aa errichtet. Der Grundstein wurde am 25. Oktober 1692 gelegt, aber es scheint, dass die Arbeiten erst ab 1694 (Gedenktafel) richtig aufgenommen wurden. Im Jahre 1695 wurde eine Glasmalerei eingesetzt, in der sich Piccardt und seine Frau als „heer en vrouw deser kerck en plaetse“ bezeichnen. Im Jahr 1700 wurde die Kirche eingeweiht, und das Ehepaar hatte seine eigene Kirche.
Gleichzeitig ließ das Ehepaar ein Arbeitszimmer und ein Mausoleum in der Kirche errichten. Nach ihrem Tod 1704 bzw. 1712 wurden ihre einbalsamierten Leichname in diesem Mausoleum beigesetzt. Soweit bekannt, ist es die einzige Kirche in den Niederlanden, in welcher der Patron ein privates Arbeitszimmer hatte.
Über dem Eingang zur Kirche (siehe: Bild) befindet sich das Wappen des Ehepaars Piccardt-Rengers. Darüber befindet sich ein Relief mit einer Opferszene mit Elias und Johannes dem Täufer.

## Ausstattung
Im Inneren der Kirche befindet sich eine Herrenbank, die Piccardt-Bank. Im Stockwerk darüber befand sich das Arbeitszimmer von Piccardt, und neben der Herrenbank befand sich ein Zimmer für ihn mit einem Abort. Die Kanzel und das Orgelgehäuse wurden von dem Groninger Stadtarchitekten Allert Meijer entworfen, der viele Kircheneinrichtungen für Kirchen in Groningen entwarf.
Die Orgel wurde 1696 von Arp Schnitger erbaut, aber nach dem Umbau durch Marten Eertman im Jahr 1908 ist von dem ursprünglichen Instrument nur noch wenig übrig, obwohl er das Orgelgehäuse unangetastet ließ.
Nach Angaben des Groninger Landesarchivars Adolf Pathuis und des Harksteder Pastors B. Ronner wäre die Kirche ein Abbild des salomonischen Tempels, der nach der biblischen Geschichte die Maße von 60 × 20 × 30 Ellen hatte, was 30 × 10 × 15 Metern entspricht. Die Kirche von Harkstede misst 22 × 7 × 11 Meter und wäre dann etwa zwei Drittel so groß. In den Quellen über die Kirche gibt es keinen Hinweis auf den Tempel Salomos, obwohl sich ein Bibeltext über den Bau des Tempels Salomos, den Piccardt in der Kirche aufgezeichnet hatte, darauf beziehen könnte (2 Chr 7,12 ), wo es heißt: „Ich habe dein Gebet erhört und mir diesen Ort zum Opferhaus erwählt.“ (Staatenübersetzung).